# Auxa divaricata
Auxa divaricata là một loài bọ cánh cứng trong họ Cerambycidae.